# 埃爾登鎮區 (北達科他州本森縣)
埃爾登鎮區（英語：Eldon Township）是位於美國北達科他州本森縣的一個鎮區。

## 地方資料
埃爾登鎮區的面積為93.42平方千米，當中陸地面積為93.22平方千米，而水域面積為0.20平方千米。根據2010年美國人口普查的數據，當地共有人口35人，而人口密度為每平方千米0.37人。